# Richard Hayman
Richard Hayman (Cambridge, 27 de março de 1920 — Nova Iorque, 5 de fevereiro de 2014) foi um gaitista e maestro britânico.

## Biografia
Hayman começou como um harmônica virtuoso no grupo de harmônicas de Borrah Minevitch's Harmonica Rascals após concluir a 'high school' em 1938. Dois anos depois tornou-se um dos arranjadores do grupo. Em 1940 fundou junto com Leo Diamond o The Solidaires. Nos anos 40, fez uma variedade de serviços como compositor e arranjador em Hollywood, inclusve como arranjador assistente em "Meet me in St. Louis", arranjador para Vaughn Monroe, e solista com Horace Heidt, antes de conseguir um contrato próprio com a gravadora Mercury em 1950. A produção de Hayman com a Mercury salientou muito o sua harmônica. Teve muitos singles neste meio tempo, o de maior sucesso foi seu arranjo de "Ruby" do filme "Ruby Gentry". Ele mudou para o sele Enoch Light's Command muito tarde na sua carreira, produzindo muitos álbuns com instrumentos eletrônicos. Ele também arranjou e conduziu um álbum com o saxofonista de jazz Julian "Cannonball" Adderley e se apresentou anualmente como maestro convidado do Boston Pops entre 1960 e 1970. Em 1978 compôs seu "Concerto para Harmônica e Orquestra".
Entre seus trabalhos, podemos incluir em seu currículo a direção musical para músicos famosos, como Tom Jones, Engelbert Humperdinck, Cannonball Adderley, The Carpenters, The Osmonds, Roy Clark, Pat Boone, Bobby Vinton e outros.

## Gravações
- Reminiscing, Mercury MG-20113,
- Love is a Many Splendored Thing, Mercury MG-20123,
- Come With Me to Far-Away Places, Mercury MG-20129,
- My Fair Lady, Mercury MG-20192,
- Only Memories, Mercury MG-20248,
- Great Motion Picture Themes of Victor Young, Mercury MG-20369,
- Voodoo!, Mercury MG 20465,
- Havana in Hi-Fi, Mercury SR 6000,
- Campfire Songs, Mercury-Wing SR 60169,
- Harmonica Holiday, Mercury PPS6005,
- Conducts Pop Concert in Sound, Mercury PPS6010,
- Let's Get Together, Mercury-Wing MGW-12100,
- Cinemagic Sounds, Command RS 941 SD,
- Genuine Electric Latin Love Machine, Command,
- The Era of Cleopatra, Time S 2080,